# Сульпіція
Сульпіція (кінець I століття) — давньоримська поетеса, особливо відома за часів імператора Доміціана.

## Життєпис
Не збереглося жодних відомостей про особисте життя Сульпіції. Вона була майстром любовної лірики. Усі свої вірші присвячувала чоловікові Калену. Про неї схвально відгукувалися Марціал, Авсоній, Сідоній Аполлінарій. В деяких працях Ювенала помітний вплив творчості Сульпіції. Також Сульпіція писала сатири на відомих людей свого часу, зокрема сатира на наказ Доміціана щодо вигнання філософів з Риму. Вона представлена у вигляді діалогу між поетесою й музою Каліопою. Написана гекзаметром. Дотепер збереглося 70 строф.